# Соколинка (Самарская область)
Соколинка — посёлок в Красноярском районе Самарской области в составе сельского поселения Большая Каменка.

## География
Находится на правом берегу реки Сок на расстоянии примерно 15 километров по прямой на северо-восток от районного центра села Красный Яр.

## История
Основан в XIX веке как выселок села Большая Каменка.

## Население
Постоянное население составляло 20 человек (русские 100%) в 2002 году, 12 в 2010 году.